# Sabongari (Galim-Tignère)
Pour les articles homonymes, voir Sabongari.
Sabongari est un village de la commune de Galim-Tignère situé dans la région de l'Adamaoua et le département du Faro-et-Déo, à proximité de la frontière avec le Nigeria.

## Population
En 1971, Sabongari comptait 115 habitants, principalement Peuls.
Lors du recensement de 2005, le village était habité par 835 personnes, 405 de sexe masculin et 430 de sexe féminin.